# Вільям Волтон
Ві́льям Во́лтон (англ. William Walton; 29 березня 1902 — 8 березня 1983) — англійський композитор та диригент. Автор інструментальних концертів та музики до драматичних спектаклів. 
Народився у місті Олдем у сім'ї музикантів. В дитинстві співав у церковному хорі, закінчив Оксфордський музичний коледж. З 1930-х років здобув широке визнання і згодом вважався одним із провідних британських композиторів на рівні з Бенджаміном Бріттеном.

## Твори
- опери — Троїл та Крессида (по Дж. Чосеру, Лондон, 1954), Ведмідь (The Bear, за А. П. Чеховим, 1967, Олдборо);
- балети — Фасад (Fasade, 1926) і Розсудливі діви ('The Wise virgins', на теми 6 фортепіано  п'єс І. С. Баха, 1940), Пошук ('The Quest', за Е. Спенсером, 1943; орк. сюїта, 1962);
- ораторія Валтасаров бенкет ('Belshazzar's feast', 1931), Gloria (для солістів та оркестру, 1961);
- для оркестру — симфонії (1935, 1960);
- увертюри: Портсмут-Пойнт ('Portsmouth Point', 1925, за гравюрою Т. Роулендсона, художника кін. 18 — поч. 19 ст.), Сієста ('Siesta', 1926), Скапен (комічна, 1941, 2-я ред. 1950), Йоганнесбурзька фестивальна (Johannesburg festival overture, 1956); сюїти з балету фасад (1927; 1938), п'єси; Варіації на тему Гіндеміта (1963), Capriccio burlesco (1968), Імпровізація на тему експромту Б. Бріттена (1970);
- для інструмента з оркестром — концертна симфонія для фортепіано  (1927, на основі музики для балету, замовленого Сергієм Дягілєвим; 2-я ред. 1943), концерти: для альта (1929, 2-а ред. 1961), скрипки (1939), віолончелі (1957);
- камерно-інструментальні ансамблі — токата (1923), соната (1950) і 2 п'єси (1951) для скрипки з фортепіано, фортепіанний  квартет (1919), струнні квартети (1922, 1947);
- для хору з оркестром — На честь міста Лондона (In honour of the city of London, 1937), Coronation Ті Deum (1953);
- Missa brevis для хору і органа (1966);
- інше: фортепіанні п'єси для дітей, в тому числі в 4 руки; пісні.